# 皮石乡
皮石乡原属湖南省资兴市下辖乡，2011年6月撤销；原皮石乡和汤市乡成建制合并设立汤溪镇。2010年行政区划代码431081215；2011年6月撤销前皮石下辖皮石社区、皮石村、乐洞村、山塘村、皮里村、谷洞村、壁溪村、讴乐村、竹岭村、彩洞村和道塘村10个行政村1社区。原皮石乡政府驻皮石。

## 历史沿革
皮石乡得名于壁溪，因溪水穿越石壁得壁溪名；后求书写的简便，以谐音“皮石”相称。中华人民共和国建国初期属三区，1956年撤区并乡成立皮石乡。1958年属红旗公社。1961年析设皮石公社，1984年改为皮石乡沿用。